# Elisenda Pipió Gelabert
Elisenda Pipió Gelabert (Faió, Saragossa, 17 de juny de 1951) és una ceramista de la Franja de Ponent que ha dut a terme gran part de la seva obra a Mallorca, primer a Santa Maria del Camí i després a Algaida. Des del 2021 resideix i treballa a Quart, Girona.

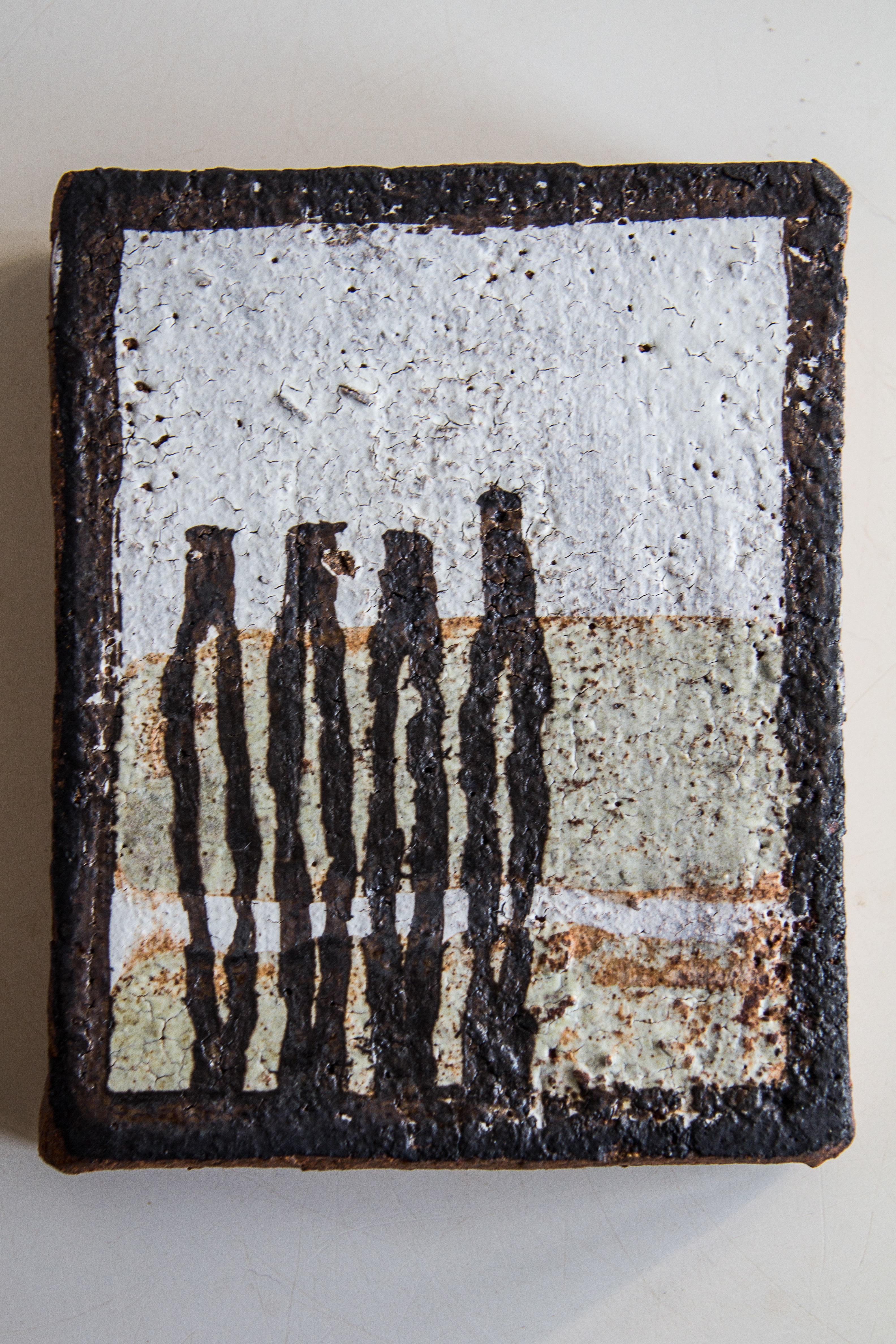
Una de les ceràmiques dels Premis 31 de Desembre de l'Obra Cultural Balear en els seus 50 anys d'existència

Pipió s'interessà per la ceràmica en la seva infantesa quan baixava, des de la seva casa a la vora del riu Ebre, a buscar fang devora el riu per a pastar-lo i fer juguetes, que deixava eixugar al sol. Es formà com a ceramista a l'Escola Superior de Disseny i Art "Llotja" de Barcelona i a l'Escola de Ceràmica de la Bisbal (La Bisbal d'Empordà) als anys 70; continuant després formant-se en diferents cursos i trobades tant a Catalunya com a altres llocs d'Espanya.
Els seus treballs parteixen de diferents aspectes: de la necessitat d'explicar, de la identitat, de la implicació personal en suport a diferents entitats que admira per la seva feina, com ara l'Obra Cultural Balear, o perquè fan una tasca social important, com ara la Fundació amadip.esment Arxivat 2014-03-22 a Wayback Machine.. Ha pogut mantenir-se al marge dels circuits comercials gràcies al fet que ha treballat com a professora tècnica de Formació Professional. Maria de la Pau Janer i Mulet l'ha qualificada de Demiürga de mans hàbils.

## Obra
- Habitatge. Palma, setembre 2004.[3]
- Orígens. Museu de Mallorca. Palma, 2008. ISBN 9788496816572.[4]
- Barques. Conselleria d'Afers Socials, Promoció i Immigració. Palma, novembre 2009.[5]
- Projecte Sentits. Coordinadora. Fundació Amadip-Esment, amb poemes d'Antònia Santandreu Servera i Francesca Cabot Clar.[6]
- Alfabet. Manacor, juny 2012.[7]
- Premis 31 de Desembre. Obra Cultural Balear, desembre 2012.[8]
- Placa commemorativa de les 5 voluntàries de la Creu Roja assassinades a Son Coletes, Manacor, el 1936. Col·lectiu de Dones de Llevant, març 2014.[9]
- Dones i reines de Mallorca. Amb l'historiador Jaume Llabrés Mulet. Museu d'història de Manacor. Torre dels Enagistes. Manacor, setembre 2014.